# Brachypodosaurus
Brachypodosaurus là một chi khủng long, được Chakravarti mô tả khoa học năm 1934.